# 옥산 나들목
옥산 나들목(Oksan IC)은 충청북도 청주시 흥덕구 옥산면 덕촌리에 설치된 경부고속도로의 36-1번 나들목이다. 하이패스 전용 나들목이기 때문에 옥산하이패스 나들목이라고도 불리며 옥산휴게소 내에 설치되었다.
2013년 12월 6일 청주시가 한국도로공사와 옥산휴게소에 하이패스 전용 나들목 설치 협약을 체결하고 2015년부터 착공에 들어갔으며, 이 중 서울방향 진출입로가 2016년 12월 26일에 먼저 개통되었고, 나머지 부산방향 진출입로는 2017년 6월 22일에 개통되었다.

## 연혁
- 2016년 1월 14일 : 2016년까지 옥산하이패스 나들목 설치 공사로 인해 충청북도 청주시 흥덕구 옥산면 오산리 ~ 덕촌리 1.6km 구간 도로구역 결정[3]
- 2016년 12월 26일 : 부산 기점 308.72km 위치 서울방향 옥산휴게소 부지에 하이패스 나들목 서울방향 진출입로 개통[4]
- 2017년 6월 22일 : 부산방향 옥산휴게소 내에 하이패스 나들목 부산방향 진출입로 개통[5]

## 구조물 정보
서울방향 진출입로는 2016년 12월 26일 폐쇄된 서울방향 옥산휴게소 부지에 설치되었고, 부산방향 진출입로는 2017년 6월 22일 부산방향 옥산휴게소 내에 설치되었다.
- 위치: 충청북도 청주시 흥덕구 옥산면 오산리
- 영업소: 충청북도 청주시 흥덕구 옥산면 경부고속도로 310

## 접속하는 도로
- 오송가락로

## 교통량 정보
| 요금소        | 통행량 (대/일) | 통행량 (대/일) | 통행량 (대/일) | 통행량 (대/일) | 각주  |
| 요금소        | 2016년         | 2017년         | 2018년         | 2019년         | 각주  |
| ------------- | -------------- | -------------- | -------------- | -------------- | ----- |
| 옥산 (폐쇄식) | 99             | 632            | 1,512          | 1,830          | [ 6 ] |

## 같이 보기
- 옥산휴게소